# SN 2006ri
SN 2006ri – supernowa typu Ia odkryta 6 listopada 2006 roku w galaktyce A021557-2154. Jej maksymalna jasność wynosiła 19,58m.